# Nadine Ivanitzky
Nadine Ivanitzky (Járkov, 1874 - Londres, 28 de marzo de 1919) fue una socióloga ucraniana que se especializó en la investigación sobre pueblos primitivos. Después de graduarse en la Universidad de Ginebra, asistió a cursos en la Sorbona y obtuvo un doctorado en la Universidad Libre de Bruselas . Su asesor de doctorado fue Emile Waxweiler, quien la contrató como una de los diez investigadores permanentes del Instituto Solvay de Sociología . Estuvo a cargo de la investigación antropológica cultural en el instituto y se especializó en el estudio de las culturas preindustriales.

## Primeros años y educación
Nadine Ivanitzky nació en 1874 en Járkov, en la Gobernación de Járkov, del Imperio Ruso. Era la penúltima hija de una familia de once personas que vivía en una finca ancestral en Járkov. Ivanitzky obtuvo un diploma de enseñanza en la escuela normal de Járkov y a la edad de dieciocho años se mudó a Ginebra, Suiza, para continuar su educación.  Estudió en la Universidad de Ginebra de 1896 a 1899,    y se licenció en ciencias sociales. Al salir de Suiza, Ivanitzky tomó cursos en la Sorbona con Alphonse Aulard, Henri Bergson, Émile Durkheim y Ernest Lavisse durante varios años. También estudió con fr y obtuvo un doctorado en ciencias políticas y administración de la Universidad Libre de Bruselas en 1908.  Su director de doctorado fue Emile Waxweiler y su tesis se tituló "Les élites sociales" ("Las élites sociales"). 

## Carrera
Después de completar su doctorado, Ivanitzky fue contratada como una de los diez investigadores del Instituto Solvay de Sociología. El Instituto de Ciencias Sociales fue fundado por el químico e industrial Ernest Solvay en 1894 para estudiar el desarrollo sociopolítico de la productividad humana. En 1902 se convirtió en el Instituto de Sociología bajo la dirección de Waxweiler. El objetivo de Waxweiler era proporcionar a los investigadores acceso a materiales e instalaciones donde pudieran estudiar y compartir información, lo que analizaba el funcionalismo estructural para determinar cómo se creaban o disolvían las relaciones sociales.  Ivanitzky fue puesto a cargo de la investigación antropológica cultural del instituto. Se especializó en la evaluación de la evolución de las sociedades primitivas, publicando numerosos artículos en el Bulletin de l'Institut de Sociologie Solvay. Estudió las sociedades nativas americanas, asiáticas, africanas y del Pacífico intentando aprender cómo con el tiempo los hábitos y costumbres se codificaron en reglas y estructuras organizativas.   En aquel momento, se suponía que las sociedades indígenas eran "razas moribundas" y los artistas, fotógrafos, científicos y escritores estaban ansiosos por documentarlas antes de que desaparecieran.  Estas obras crearon un gran interés público por los habitantes nativos de otros continentes y la preocupación de que el contacto con los europeos condujera a su desaparición.  Desde perspectivas gubernamentales, este tipo de estudios justificaron políticas raciales que apoyaron la segregación, la asimilación cultural y la restricción de los derechos de los pueblos originarios. En 1914, Ivanitzky estaba de visita en Gante cuando las tropas alemanas invadieron . Al no poder obtener documentos de viaje como extranjera, se hizo pasar por una amiga belga y logró escapar a Inglaterra. De camino a Londres, continuó con su trabajo en el Museo Británico y en el Real Instituto Antropológico de Gran Bretaña e Irlanda. También trabajó como voluntaria en la Cruz Roja. Debido a que su viaje a Gran Bretaña no fue planeado, Ivanitzky había dejado la mayor parte de su trabajo en Bélgica. Estaba evaluando las cuestiones raciales en la sociedad.  En 1917, junto con Fernand Van Langenhove, rindió homenaje a las contribuciones de Waxweiler a la sociología en "La doctrina sociologique d'Émile Waxweiler", tras su repentina muerte en 1916.
Los documentos de Ivanitzky fueron recogidos por amigos en Londres, quienes después de algún retraso los devolvieron al Instituto Solvay. S.-A. Deschamps y Georges Smets combinaron sus notas belgas y británicas y publicaron póstumamente su artículo "Les Institutions des primitifs Australiens" ("Las instituciones de los australianos primitivos") en 1922.  El trabajo fue cubierto tanto en revistas científicas como en periódicos populares, como Le Figaro en París y La Presse en Montreal.   El etnólogo Guillaume Grandidier resumió su artículo señalando que, aunque diferentes de las sociedades occidentales, las sociedades aborígenes australianas respetaban territorios específicos de otros grupos aborígenes que eran explotados para la caza y la recolección de subsistencia. En zonas en las que no se habían encontrado con europeos, las culturas aborígenes pudieron prosperar, pero en zonas dominadas por europeos, las enfermedades y la destrucción de su forma de vida tradicional eran una amenaza. En lugar de una gobernanza organizada, las sociedades aborígenes dependían de la guía de los mayores y sus tradiciones de distribución para cuidar de la comunidad. El sociólogo Achille Ouy señaló que delineó las costumbres matrimoniales y los métodos de control de la población, incluido el infanticidio, utilizados para regular el tamaño de la comunidad de modo que los recursos pudieran sostener a la población. Afirmó que su trabajo estaba meticulosamente documentado y descrito con todo detalle, y era una "excellente monograph" (excelente monografía).

## Muerte y legado
Ivanitzky murió el 28 de marzo de 1919 en Londres a causa de la pandemia de gripe que siguió al final de la Primera Guerra Mundial.  Su trabajo siguió siendo citado por investigadores a lo largo del siglo XX,  aunque estudiosos posteriores reconocieron que las primeras ideas de que las sociedades preindustriales eran inferiores habían sido descartadas. Fue incluida en una beca del siglo XXI sobre la composición del cuerpo estudiantil de la Universidad de Bruselas, emprendida para estudiar a los estudiantes extranjeros que asistieron a la universidad.

## Trabajos selectos
- Ivanitzky, Nadine (October 1910). «La mentalité des primitifs dans ses rapports avec leur vie sociale» [The Mentality of Primitives in Relation to Their Social Life]. Bulletin mensuel (en francés) (Brussels: Solvay Institute of Sociology) (8). ISSN 1783-5747. article #124.
- Ivanitzky, Nadine (May 1911). «Comment la vie en groupes restreints conditionne le prolongement des rapports sociaux après la mort» [How Life in Small Groups Conditions the Continuation of Social Relations after Death]. Bulletin mensuel (en francés) (Brussels: Solvay Institute of Sociology) (15). ISSN 1783-5747. article #240.
- Ivanitzky, Nadine (May 1911). «Sur l'attestation des droits individuels chez certains primitifs» [On the Attestation of Individual Rights among Certain Primitives]. Bulletin mensuel (en francés) (Brussels: Solvay Institute of Sociology) (15). ISSN 1783-5747. article #241.
- Ivanitzky, Nadine (November–December 1911). «Sur le rôle de l'administration dans les sociétés primitives» [On the Role of Administration in Primitive Societies]. Bulletin mensuel (en francés) (Brussels: Solvay Institute of Sociology) (17). ISSN 1783-5747. article #276.
- Ivanitzky, Nadine (November–December 1911). «Influences de deux formes diverses de la croyance aux morts sur l'organisation sociale primitive» [Influences of Two Diverse Forms of Belief of the Dead on Primitive Social Organization]. Bulletin mensuel (en francés) (Brussels: Solvay Institute of Sociology) (17). ISSN 1783-5747. article #277.
- Ivanitzky, Nadine (1912). «Sur la stabilité d'une organisation politique primitive fondée sur une adaptation traditionnelle» [On the Stability of Primitive Political Organization Based on Traditional Adaptation]. Bulletin mensuel (en francés) (Brussels: Solvay Institute of Sociology) (20). ISSN 1783-5747. article #320.[32]
- Ivanitzky, Nadine (1913). «Sur des formes systématisées d'instruction de la jeunesse chez les primitifs» [On Systematized Forms of Instruction of Youth among Primitive Peoples]. Bulletin mensuel (en francés) (Brussels: Solvay Institute of Sociology) (25): 300-305. ISSN 1783-5747.[33]
- Ivanitzky, Nadine (1913). «Comment les attitudes des primitifs à l'égard des choses inconnues sont conditionnées par les adaptations au milieu» [How the Attitudes of Primitives to Unknown Things Are Conditioned by Adaptations to the Environment]. Bulletin mensuel (en francés) (Brussels: Solvay Institute of Sociology) (26): 663-672. ISSN 1783-5747.[33]
- Ivanitzky, Nadine (November 1915). «The System of Kinship Amongst the Primitive Peoples as Determined by Their Mode of Grouping». Man (London: Royal Anthropological Institute of Great Britain and Ireland) 15: 163-165. ISSN 0025-1496. OCLC 5545574142. doi:10.2307/2788800.
- Ivanitzky, Nadine; Van Langenhove, Fernand (January 1917). «La doctrine sociologique d'Émile Waxweiler» [The Sociological Doctrine Of Emile Waxweiler]. Science Progress (en francés) (London: John Murray) 11 (43): 423-430. ISSN 2059-495X. OCLC 5919330957.
- Ivanitzky, Nadine (1922).  Deschamps; Smets, eds. Les institutions des primitifs Australiens [The Institutions of Primitive Australians] (en francés). Brussels, Belgium: Maurice Lamertin. OCLC 251150677.